# Nyikita Dmitrijevics Mazepin
Nyikita Dmitrijevics Mazepin (oroszul: Никита Дмитриевич Мазепин; Moszkva, 1999. március 2. –) orosz autóversenyző, aki 2021-ben a Formula–1-ben állt rajthoz az amerikai Haas csapat színeiben. Oroszország 2022-es Ukrajna elleni inváziójának következtében 2022-ben a helyét Kevin Magnussen vette át.

## Pályafutása
2014-ben második lett az FIA-CIK gokart világbajnokságon. A 2015-ös évet a két literes Észak-európai Forma Renault-sorozatban töltötte, ahol 12. lett a pontversenyben, legjobb eredménye pedig egy harmadik helyezés volt az osztrák hétvége harmadik futamán. Az újoncok között a hatodik helyet tudta megszerezni. Eközben a kétliteres Európa-kupában is indult néhány viadalon, itt egy 12. pozíció volt a legjobbja.

### Formula–3
Formula–3 Európa-bajnokság
2016-ban a Forma–3 Európa-bajnokságban a Hitech GP versenyzőjeként indult, azonban az idénye nagyon rosszra sikeredett és csak négy alkalommal volt a legjobb 10 között. Az összetett pontversenyben mindössze a 20. lett 10 ponttal. 2017-re továbbra is maradt a brit istállónál. Ebben az évadban már valamivel jobban ment neki a bajnokságban, itt már három dobogót is sikerült szereznie és az összetettben is javított: 10. lett 108 egységgel.
Formula–3 Ázsia-bajnokság
A 2019–20-as szezonra korábbi csapata, a Hitech Grand Prix nevezte a 2018-ban indult Formula–3 Ázsia-bajnokság futamaira. A Yas Marina aszfaltcsíkon ugyan Szaszahara Ukjó nyert, de mivel ő vendégpilótaként szerepelt, így Mazepint is kihirdették győztesnek.

### GP3
2018-ra a GP3-as sorozatba szerződött a rekordbajnok ART Grand Prix csapatához. Egészen az utolsó hétvége első futamáig harcolt a világbajnoki címért, azonban azt elvesztette és csapattársa, Anthoine Hubert mögött a 2. lett négy győzelemmel.

### Formula–2
2019-re szintén az ART Grand Prix kötelékében maradt, de már az  FIA Formula–2 bajnokságban szereplő gárdánál. Első pontjait a második, azeri nagydíj során szerezte, amikor a nyolcadik helyen intette le a kockás zászló a főversenyen, és ez első rajtkockát jelentett neki a fordított rajtrács miatt a második futamra, de a rajt után folyamatosan csúszott vissza, és a tizenharmadik kör kezdetekor balesetbe keveredett, aminek következtében feladni kényszerült a viadalt. A monacói hétvégén mindkétszer pontot tudott szerezni, ezt követően már csak elvétve tudott ilyen formát hozni és legtöbbször a pontszerzőzónán kívül zárt, miközben a hazai versenyén csapattársa, Nyck de Vries hatalmas fölénnyel megnyerte a bajnokságot.
2020. február 7-én a szériában újonc Hitech Grand Prix bejelentette, hogy szerződtették a 2020-as évadra. Július 18-án a Hungaroringen egy körrel a főverseny vége előtt megelőzte Mick Schumachert, aminek köszönhetően feljött a második helyre, ezzel megszerezte első dobogóját a szériában, továbbá a leggyorsabb kört is megfutotta. Augusztus 1-jén a brit hétvége főfutamán három körrel a verseny rajtja után ugyancsak Mick Schumachert utasította maga mögé és ő állt az élre, ezt a pozíciót pedig a kockás zászlóig tartotta, amivel első győzelmét ünnepelhette a bajnokságban. Augusztus 29-én Belgiumban az utolsó körben keményen védekezett Cunoda Júkival szemben és ugyan ő szelte át elsőként a célvonalt, de a levezetőkörön egy 5 másodperces büntetést kapott leszorításért, így visszacsúszott a második helyre. Szeptember 12-én az olaszországi Mugellóban a tizennegyedik rajtkockából indult. Két körrel a futam vége előtt megelőzte csapattársát, Luca Ghiottót és átvette a vezetést, amivel második elsőségét szerezte meg. Egy nappal később a rövidebb sprintversenyen egy elfékezést követően összecsúszott Ghiottóval és megsérült az autója, aminek következtében a bokszba kényszerült és egészen a tizennyolcadik helyre esett vissza. Az összetett tabellát az 5. helyen zárta 164 ponttal.

### Formula–1
2016-ban a Formula–1-es Force India csapatának a fejlesztőpilótája lett. Ezt a feladatot a 2018-as szezonban is ellátta.
2020. december 1-jén hivatalosan is bejelentették, hogy a 2021-es szezonban a Haas egyik versenyzője lesz.
Külön érdekesség, hogy a Nemzetközi Doppingellenes Ügynökség döntése miatt nem használhatja az orosz zászlót. Helyette az Orosz Automobil Szövetség (RAF) zászlaját használja.
2022. március 5-én csapata bejelentette, hogy azonnali hatállyal szerződést bont vele és az orosz Uralkalival.

## Botrányai
2016-ban, a Formula–3 Európa-bajnokság Hungaroringen rendezett fordulójában egy szabadedzés alatt Callum Ilott akadályozta a mért körében, erre válaszul Mazepin a gyakorlás után felkereste a brit pilótát, és megütötte. 2020-ban Mazepin Instagram-oldalán osztott meg egy videót, melyen egy nőt szexuálisan molesztálnak. A videón nem látszik az orosz versenyző, de későbbi közleményben megerősítették, hogy ő is jelen volt. A Haas egy Twitter-üzenetben határolódott el a történtektől, és undorítónak nevezték a leendő versenyzőjük viselkedését. Mint később kiderült, a hölgy Mazepin barátja volt és elmondása szerint egyszerűen csak viccelődtek. Később nem történt komoly intézkedés az ügyben.

## Eredményei

### Karrier összefoglaló
| Év      | Bajnokság                        | Csapat                | Verseny     | Győzelem    | Pole        | Leggyorsabb kör | Dobogó      | Pont        | Helyezés    |
| ------- | -------------------------------- | --------------------- | ----------- | ----------- | ----------- | --------------- | ----------- | ----------- | ----------- |
| 2014–15 | MRF Challenge Formula–2000       | MRF Racing            | 4           | 0           | 0           | 0               | 1           | 36          | 10.         |
| 2015    | Formula Renault 2.0 NEC          | Josef Kaufmann Racing | 16          | 0           | 0           | 0               | 1           | 125,5       | 12.         |
| 2015    | Formula Renault 2.0 Európa-kupa  | Josef Kaufmann Racing | 7           | 0           | 0           | 0               | 0           | —           | HN†         |
| 2015    | Toyota Racing Series             | ETEC Motorsport       | 16          | 0           | 0           | 0               | 0           | 304         | 18.         |
| 2016    | Formula Renault 2.0 Európa-kupa  | AVF by Adrián Vallés  | 4           | 0           | 0           | 0               | 0           | 11          | 16.         |
| 2016    | Formula–3 Európa-bajnokság       | Hitech GP             | 30          | 0           | 0           | 0               | 0           | 10          | 20.         |
| 2016    | Makaói nagydíj                   | Hitech GP             | 1           | 0           | 0           | 0               | 0           | —           | Kiesett     |
| 2016    | BRDC Brit Formula–3-as bajnokság | Carlin                | 3           | 1           | 0           | 0               | 1           | 51          | 23.         |
| 2016    | Formula–1                        | Force India           | Tesztpilóta | Tesztpilóta | Tesztpilóta | Tesztpilóta     | Tesztpilóta | Tesztpilóta | Tesztpilóta |
| 2017    | Formula–3 Európa-bajnokság       | Hitech GP             | 30          | 0           | 0           | 1               | 3           | 108         | 10.         |
| 2017    | Formula–1                        | Force India           | Tesztpilóta | Tesztpilóta | Tesztpilóta | Tesztpilóta     | Tesztpilóta | Tesztpilóta | Tesztpilóta |
| 2018    | GP3                              | ART Grand Prix        | 18          | 4           | 1           | 5               | 8           | 198         | 2.          |
| 2018    | Formula–1                        | Force India           | Tesztpilóta | Tesztpilóta | Tesztpilóta | Tesztpilóta     | Tesztpilóta | Tesztpilóta | Tesztpilóta |
| 2019    | Formula–2                        | ART Grand Prix        | 22          | 0           | 0           | 0               | 0           | 11          | 18.         |
| 2019–20 | Formula–3 Ázsia-bajnokság        | Hitech Grand Prix     | 15          | 1           | 0           | 0               | 4           | 186         | 3.          |
| 2020    | Formula–2                        | Hitech Grand Prix     | 24          | 2           | 0           | 2               | 6           | 164         | 5.          |
| 2021    | Formula–1                        | Haas                  | 21          | 0           | 0           | 0               | 0           | 0           | 21.         |

* A szezon jelenleg is zajlik.
‡ Mazepin vendégversenyző volt, így nem jogosult pontszerzésre.

### Teljes Toyota Racing Series eredménysorozata
| Év   | Csapat          | RUA | RUA | RUA | TER | TER | TER | HMP | HMP | HMP | TAU | TAU | TAU | TAU | MAN | MAN | MAN | Helyezés | Pont |
| ---- | --------------- | --- | --- | --- | --- | --- | --- | --- | --- | --- | --- | --- | --- | --- | --- | --- | --- | -------- | ---- |
| 2015 | ETEC Motorsport | Ki  | 13  | Ki  | 13  | 16  | 15  | 11  | Ki  | 8   | 13  | 10  | 17  | 15  | 20  | Ki  | 11  | 18.      | 304  |

### Teljes Formula–3 Európa-bajnokság eredménysorozata
(Táblázat értelmezése)

(Félkövér: pole-pozícióból indult; dőlt: leggyorsabb kört futott) 

| Év   | Csapat    | 1        | 2        | 3        | 4        | 5        | 6        | 7        | 8        | 9        | 10       | 11       | 12       | 13       | 14       | 15       | 16       | 17       | 18       | 19       | 20       | 21       | 22       | 23       | 24       | 25       | 26       | 27       | 28      | 29       | 30       | Helyezés | Pont |
| ---- | --------- | -------- | -------- | -------- | -------- | -------- | -------- | -------- | -------- | -------- | -------- | -------- | -------- | -------- | -------- | -------- | -------- | -------- | -------- | -------- | -------- | -------- | -------- | -------- | -------- | -------- | -------- | -------- | ------- | -------- | -------- | -------- | ---- |
| 2016 | Hitech GP | LEC 1 19 | LEC 2 12 | LEC 3 10 | HUN 1 EX | HUN 2 Ki | HUN 3 13 | PAU 1 16 | PAU 2 13 | PAU 3 Ki | RBR 1 15 | RBR 2 17 | RBR 3 14 | NOR 1 11 | NOR 2 11 | NOR 3 11 | ZAN 1 17 | ZAN 2 15 | ZAN 3 17 | SPA 1 12 | SPA 2 Ki | SPA 3 8  | NÜR 1 16 | NÜR 2 14 | NÜR 3 16 | IMO 1 13 | IMO 2 11 | IMO 3 15 | HOC 1 8 | HOC 2 10 | HOC 3 Ki | 20.      | 10   |
| 2017 | Hitech GP | SIL 1 Ki | SIL 2 15 | SIL 3 7  | MNZ 1 11 | MNZ 2 10 | MNZ 3 11 | PAU 1 4  | PAU 2 7  | PAU 3 Ki | HUN 1 12 | HUN 2 11 | HUN 3 10 | NOR 1 10 | NOR 2 18 | NOR 3 10 | SPA 1 2  | SPA 2 7  | SPA 3 11 | ZAN 1 11 | ZAN 2 11 | ZAN 3 10 | NÜR 1 Ki | NÜR 2 11 | NÜR 3 16 | RBR 1 Ki | RBR 2 3  | RBR 3 2  | HOC 1 6 | HOC 2 6  | HOC 3 7  | 10.      | 108  |

### Teljes GP3-as eredménysorozata
(Táblázat értelmezése)

(Félkövér: pole-pozícióból indult; dőlt: leggyorsabb kört futott) 

| Év   | Csapat         | 1         | 2          | 3         | 4         | 5          | 6         | 7         | 8         | 9         | 10         | 11        | 12        | 13        | 14        | 15        | 16         | 17        | 18        | Helyezés | Pont |
| ---- | -------------- | --------- | ---------- | --------- | --------- | ---------- | --------- | --------- | --------- | --------- | ---------- | --------- | --------- | --------- | --------- | --------- | ---------- | --------- | --------- | -------- | ---- |
| 2018 | ART Grand Prix | ESP FEA 1 | ESP SPR 10 | FRA FEA 2 | FRA SPR 5 | AUT FEA 13 | AUT SPR 7 | GBR FEA 2 | GBR SPR 7 | HUN FEA 1 | HUN SPR 12 | BEL FEA 5 | BEL SPR 1 | ITA FEA 5 | ITA SPR 3 | RUS FEA 2 | RUS SPR Ki | UAE FEA 5 | UAE SPR 1 | 2.       | 198  |

### Teljes FIA Formula–2-es eredménysorozata
(Táblázat értelmezése)

(Félkövér: pole-pozícióból indult; dőlt: leggyorsabb kört futott) 

| Év   | Csapat            | 1           | 2           | 3           | 4          | 5           | 6          | 7          | 8          | 9          | 10         | 11         | 12         | 13          | 14         | 15         | 16         | 17        | 18         | 19         | 20         | 21         | 22         | 23         | 24          | Helyezés | Pont |
| ---- | ----------------- | ----------- | ----------- | ----------- | ---------- | ----------- | ---------- | ---------- | ---------- | ---------- | ---------- | ---------- | ---------- | ----------- | ---------- | ---------- | ---------- | --------- | ---------- | ---------- | ---------- | ---------- | ---------- | ---------- | ----------- | -------- | ---- |
| 2019 | ART Grand Prix    | BHR FEA 19  | BHR SPR 13  | AZE FEA 8   | AZE SPR Ki | ESP FEA 17† | ESP SPR 14 | MON FEA 10 | MON SPR 8  | FRA FEA Ki | FRA SPR 16 | AUT FEA 12 | AUT SPR 11 | GBR FEA 16† | GBR SPR 12 | HUN FEA 12 | HUN SPR 15 | BEL FEA T | BEL SPR T  | ITA FEA 11 | ITA SPR 9  | RUS FEA 8  | RUS SPR Ki | UAE FEA 10 | UAE SPR 17† | 18.      | 11   |
| 2020 | Hitech Grand Prix | AUT1 FEA 14 | AUT1 SPR 10 | AUT2 FEA 14 | AUT2 SPR 8 | HUN FEA 2   | HUN SPR 5  | GBR1 FEA 1 | GBR1 SPR 5 | GBR2 FEA 4 | GBR2 SPR 8 | ESP FEA 13 | ESP SPR 6  | BEL FEA 2   | BEL SPR 4  | ITA FEA Ki | ITA SPR 8  | MUG FEA 1 | MUG SPR 18 | RUS FEA 7  | RUS SPR 2‡ | BHR1 FEA 5 | BHR1 SPR 2 | BHR2 FEA 9 | BHR2 SPR 9  | 5.       | 164  |

† A versenyt nem fejezte be, de helyezését értékelték, mert a versenytáv több, mint 90%-át teljesítette.
‡ A versenyt félbeszakították, és mivel nem teljesítették a táv 75%-át, így csak a pontok felét kapta meg.

### Teljes Formula–1-es eredménysorozata
(Táblázat értelmezése)

(Félkövér: pole-pozícióból indult; dőlt: leggyorsabb kört futott) 

| Év   | Csapat | 1      | 2      | 3      | 4      | 5      | 6      | 7      | 8      | 9      | 10     | 11     | 12     | 13     | 14     | 15     | 16     | 17     | 18     | 19     | 20     | 21     | 22     | Helyezés | Pont |
| ---- | ------ | ------ | ------ | ------ | ------ | ------ | ------ | ------ | ------ | ------ | ------ | ------ | ------ | ------ | ------ | ------ | ------ | ------ | ------ | ------ | ------ | ------ | ------ | -------- | ---- |
| 2021 | Haas   | BHR Ki | EMI 17 | POR 19 | ESP 19 | MON 17 | AZE 14 | FRA 20 | STY 18 | AUT 19 | GBR 17 | HUN Ki | BEL 17 | NED Ki | ITA Ki | RUS 18 | TUR 20 | USA 17 | MEX 18 | BRA 17 | QAT 18 | SAU Ki | UAE Vi | 21.      | 0    |